# ライブ・アット・リッツ
『ライブ・アット・リッツ』（原題：Live at the Ritz）は、ロン・ウッドとボ・ディドリーが連名で1987年に録音・1988年に発表したライブ・アルバム。

## 解説
ウッドとディドリーは、1987年11月4日から25日にかけてアメリカ・ツアーを行い、本作にはニューヨーク公演のライブ音源が収録された。なお、両名は1988年3月に日本ツアーを行っている。
ディドリーの曲のうち「クラッキン・アップ」は、ウッド加入後のローリング・ストーンズもライブで演奏しており、ライブ・アルバム『ラヴ・ユー・ライヴ』（1977年）に収録された。「プリンス」はウッドのソロ・ギターによる曲で、フェイセズのアルバム『ファースト・ステップ』収録曲「アラウンド・ザ・プリンス」が元になっているが、「ガソリン・アレイ」、「アメイジング・グレイス」、「放蕩むすこ」といった曲のフレーズも挿入されている。「マネー・トゥ・ロニー」は、ディドリーがウッドのために書き下ろした新曲である。
当初は日本で独占発売され、1992年にはヴィクトリー・ミュージックよりアメリカやヨーロッパでも発売された。日本のオリコンLPチャートでは4週トップ100入りし、最高40位を記録した。

## 収録曲
特記なき楽曲はエラス・マクダニエル（ボ・ディドリー）作。
Side 1
1. ロード・ランナー - "Road Runner" - 3:25
2. アイム・ア・マン - "I'm a Man" - 7:10
3. クラッキン・アップ - "Crackin' Up" - 8:37
4. ヘイ!ボー・ディドリー - "Hey Bo Diddley" - 2:47

Side 2
1. プリンス - "Plynth / Water Down The Drain" (Ron Wood, Rod Stewart, Nicky Hopkins) - 5:01
2. ウー・ラ・ラ - "Ooh La La" (R. Wood, Ronnie Lane) - 3:54
3. アウトローズ - "They Don't Make Outlaws Like They Used to" (R. Wood, Jim Ford) - 4:12
4. ホンキー・トンク・ウィメン - "Honky Tonk Women" (Mick Jagger, Keith Richards) - 4:02
5. マネー・トゥ・ロニー - "Money to Ronnie" - 4:33

### CDボーナス・トラック
1. フー・ドゥ・ユー・ラブ - "Who Do You Love" - 7:50

## 参加ミュージシャン
- ロン・ウッド - ボーカル、ギター
- ボ・ディドリー - ボーカル、ギター、ドラムス(on #10)
- ジム・サッテン - ギター
- ハル・ゴールドステイン - キーボード、ハーモニカ、バッキング・ボーカル
- デビー・ヘイスティングス - ベース、バッキング・ボーカル
- マイク・フィンク - ドラムス
- エディ・ケンドリックス、デヴィッド・ラフィン、キャロル・マクドナルド、サラ・ダッシュ、フェイス・フュジーロ - バッキング・ボーカル(on #4, #10)